# Los 4 Terribles
Los 4 Terribles es un grupo de personajes que aparecen en los cómics estadounidenses publicados por Marvel Comics. Sirven como la antítesis de Los 4 Fantásticos.

## Historial de publicaciones
Los 4 Terribles apareció por primera vez en Fantastic Four #36 (marzo de 1965) y fueron creados por Stan Lee y Jack Kirby.
El equipo aparece posteriormente en Fantastic Four #129 (diciembre de 1972), #148 (julio de 1974), #177 (diciembre de 1976), Spectacular Spider-Man #42 (mayo de 1980), The Amazing Spider-Man #214-215 (marzo-abril de 1981), Fantastic Four #326-328 (mayo-julio de 1989), Fantastic Four Unlimited #5 (marzo de 1994), Incredible Hulk (volumen 2) #418 (junio de 1994), Deadpool (volumen 3) #35 (diciembre 1999), Fantastic Four (volumen 3) #29 (mayo de 2000), y Fantastic Four #514 (agosto de 2004), y #547-549, y Superior Carnage Vol 1, números 1-5 (2014).
Los 4 Terribles recibió una entrada en el Manual Oficial de Marvel Universe Update '89 #3.

## Biografía del equipo ficticio
Los 4 Terribles apareció por primera vez en Fantastic Four #36, compuesto por Mago, Hombre de Arena (a quien se le dio una armadura especial que funcionaría con sus habilidades basadas en la arena al ser liberado por Mago), Trapster (los dos últimos liberaron al Mago) y Medusa (que tenía amnesia en ese momento).Los villanos fueron originalmente bastante exitosos, casi derrotando a los Cuatro Fantásticos durante la fiesta de compromiso de Sue y Reed en su primera aparición. Capturaron a todos los miembros excepto a la Antorcha Humana, que pudo liberar a los demás. Los Cuatro Terribles incluso robaron los poderes de los Cuatro Fantásticos, que más tarde casi los mataron en su segunda aparición.
Cuando los Cuatro Fantásticos desaparecieron, los Cuatro Terribles intentaban entrar en el edificio Baxter, pero fueron accidentalmente asustado por el dios nórdico Balder creyendo ser la Antorcha Humana.
El Mago luego usó un dispositivo de hipnosis en la Mole para hacer de él su esclavo obediente, por pedido de Medusa. Cuando los Cuatro Fantásticos encontraron una pista sobre dónde estaba Ben, viajaron a Nueva Jersey y pronto fueron atacados por los Cuatro Terribles. Durante la pelea, la Mole llegó y atacó a sus antiguos camaradas. La Fortaleza añadida de la Mole era lo que los Cuatro Terribles necesitaban para derrotar a los Cuatro Fantásticos, mientras que todos los miembros estaban atados por diferentes restricciones atrapadas. Mientras Mister Fantástico estaba pegado a la pared con la pasta del Trapster, el Mago convenció a la Mole de que Reed era responsable de su naturaleza monstruosa y lo convenció de matar a Reed. Antorcha Humana y Mujer Invisible lograron liberarse de sus respectivas trampas y contraatacaron a los Cuatro Terribles dando a Mister el tiempo suficiente para liberarse de la pasta de Trapster. Sin embargo, mientras luchaba contra la Mole uno a uno, Ben logró atrapar a Reed y estrellarlo contra una urna. Durante la pelea, Johnny fue capturado y Sue persigue a la urna con Reed adentro. Mientras los Cuatro Terribles lavaban el cerebro de Johnny, Sue liberó a Reed; consiguieron algunos de los discos antigravedad del Mago. Utilizándolos para desorientar a los otros miembros de Cuatro Terribles, usaron uno para hacer que llevar a Ben a la base sea más fácil. Sin embargo, aunque los otros miembros fueron atrapados, el Mago y Johnny todavía estaban libres y persiguen a Reed, Sue y Ben. Mientras era perseguido por el Mago y una Antorcha Humana controlado por la mente, Mister Fantástico y Mujer Invisible lograron escapar de ellos. Los Cuatro Terribles incapacitaron a la Antorcha Humana cuando descubrieron que estaba fingiendo estar bajo control mental. Mientras tanto, Reed intentó usar un dispositivo para revertir el lavado de cerebro en Ben. Ben, sin embargo, intentó destruir la máquina para liberarse, causando una explosión que lo expone a una dosis casi letal de radiación. Aunque funcionó, y Ben volvió a la normalidad: lo metieron en una cama para ver si viviría o moriría. Los Cuatro Terribles regresaron al edificio Baxter y atacaron a Mister Fantástico y Mujer Invisible, mostrándoles que tenían a la Antorcha Humana como rehén. Sin embargo, la Mole revivió el tiempo suficiente para aplastar la armadura del Mago, dando a la Antorcha Humana la oportunidad de liberarse del gigantesco disco antigravedad al que estaba atado. Los Cuatro Fantásticos derrotaron fácilmente a sus oponentes y capturaron a Mago, Trapster y Hombre de Arena. Medusa, sin embargo, logró escapar. Después de que los tres miembros restantes de los Cuatro Terribles se entregaran a la policía, La Mole decide reunirse con los Cuatro Fantásticos con la esperanza de que si Mister Fantástico y Mujer Invisible pueden soportar este tipo de peligro diario y casarse, entonces tal vez algún día podrían ser normales de nuevo.
Los Cuatro Terribles volvieron a estar juntos y espiaron a los Cuatro Terribles durante su visita a la experta en crianza de niños, Agatha Harkness. Esa vez, planearon secuestrar al hijo recién nacido de Mister Fantástico y Mujer Invisible, Franklin Richards. Esta vez, fueron derrotados por Agatha, quien reveló a los Cuatro Fantásticos que ella también era una bruja.
El Mago, Trapster y Hombre de Arena se reunieron para buscar un cuarto miembro después de que Medusa recuperó sus recuerdos. Como resultado, Electro se unió a los Cuatro Terribles, el equipo se preparaba para atacar a Spider-Man después de que el Dr. Curt Connors lo curara de su forma de Lagarto-Araña. Los Cuatro Terribles más tarde llegaron a la Estatua de la Libertad, donde Spider-Man y Antorcha Humana se encontraron. Electro usó un traje especialmente hecho que imitaba los poderes de la Antorcha Humana, para atraer a Spider-Man hacia ellos. Spider-Man fue atrapado por sorpresa y terminó dominado. El Mago entonces planeó hacer que Trapster se hiciera pasar por Spider-Man y entrar al Edificio Baxter. Después de la infiltración de Trapster, los espantosos cuatro atacaron el edificio, sacando los Cuatro Fantásticos de a uno por vez. Aunque pudieron tomar a los otros tres por sorpresa, fueron derrotados cuando Spider-Man escapó y acudió en ayuda del Señor Fantástico. Spider-Man engañó a Electro para que noqueara al Mago, antes de que él y el Señor Fantástico atraparan al Hombre de Arena y Electro en una aspiradora y una manguera contra incendios, respectivamente. Trapster se rindió cuando fue confrontado por los otros tres miembros de los Cuatro Fantásticos después de que recuperaron la conciencia.
La Mole fue atacado más tarde por los Cuatro Terribles con Thundra como su cuarto miembro. Medusa ayudó a la Mole solo para ser atada por Trapster. Luego atacaron a Mister Fantástico y Mujer Invisible cuando Franklin desató energía que terminó despertando a la Mole. Este último logró luchar contra los Cuatro Terribles, que pudieron escaparse. Mientras estaba lejos de los Cuatro Terribles, Thundra más tarde secuestró a Alicia Masters para luchar contra la Mole en el Shea Stadium.
Mago, Hombre de Arena y Trapster se reunieron para perseguir a los Cuatro Fantásticos después de regresar de Atlantis. Los Cuatro Fantásticos lograron cambiar las cosas en contra de ellos.
Los Cuatro Terribles se hicieron cargo del Edificio Baxter y capturaron los Cuatro Fantásticos. Posteriormente realizaron una audición para un cuarto miembro, para gran decepción del propietario del edificio Baxter, Walter Collins. Texas Twister fue el primero en audicionar, pero declinó cuando se enteró de que no iban a pagarle por sus servicios. El Capitán Ultra era otra persona que aparecía en la audición y exhibía sus poderes solo para desmayarse cuando uno de los miembros de los Cuatro Terribles encendía un fósforo. Luego, otra persona llamada Osprey hizo una audición para que le dieran superpoderes lo que hizo que el Mago le pusiera un disco flotante a Osprey y lo enviara volando fuera del Edificio Baxter. Mago anunció en la AP que los que no tenían superpoderes no necesitaban audicionar. Cuando Tigra llegó y liberó a los Cuatro Fantásticos, el Mago anunció que quien sea que los derrote puede unirse a los Cuatro Terribles. Fuera de los villanos que se fueron, solo Maker se quedó. Bruto se unió a los Cuatro Terribles y los ayudó a luchar contra los Cuatro Fantásticos.
El Mago fue liberado más tarde de su prisión en la Isla Ryker por una misteriosa persona que se había unido al equipo de los villanos. Mientras escapaban, los guardias los persiguieron solo para ser detenidos por un monstruo marino invocado por la persona misteriosa. El Mago quedó impresionado cuando los dos se dirigieron a tierra para perseguir a Spider-Man. Mago utilizó una araña mecánica gigante en el World Trade Center para atraer a Spider-Man, que terminó por derribar a la araña mecánica gigante del World Trade Center. El dispositivo que estaba en la araña mecánica permitió al Mago y su aliado rastrear los sentidos de araña de Spider-Man a su edificio de apartamentos donde terminan acorralando a los inquilinos. Spider-Man los atacó desde una dirección diferente. Después de rescatar a los inquilinos, Spider-Man fue después de los dos. Al reunirse con Trapster y Hombre de Arena, Llyra reveló el misterioso aliado de Mago. Spider-Man se enteró de esto cuando Namor llegó a la ciudad. Spider-Man y Namor se enfrentaron a los Cuatro Terribles y lograron derrotarlos.
Mago luego reunió a Hydro-Man, Titania y Klaw como los Cuatro Terribles cuando atacaron la Plaza de las Cuatro Libertades después de la reforma del Hombre de Arena. Durante la batalla, la Mole regresó a su forma humana. Los Cuatro Terribles lograron derrotar a los otros miembros de los Cuatro Fantásticos cuando Klaw fue derrotado. Cuando trajeron a Hombre Dragón como reemplazo de Klaw, la Mole tuvo que rescatar a sus compañeros de equipo y detener a los Cuatro Terribles.
Los Cuatro Fantásticos terminaron peleando con los Cuatro Terribles que consistían en Mago, Klaw, Fantasma Rojo y She-Thing.
El Mago reunió a Hombre Absorbente, Láser Viviente y Mister Hyde juntos como un extraoficial de Cuatro Terribles. Atacaron la boda de Rick Jones y Marlo Chandler solo para terminar peleando con Hulk.
En algún momento, el Mago ensambló los Cuatro Terribles que consistía en él, Deadpool, Taskmaster y Constrictor como equipo de prueba.
Mago luego reunió a Trapster, Caballero Temible y Hombre-Toro juntos como los Cuatro Terribles cuando se trataba de secuestrar al Dr. Cargill y obligarlo a usar su experiencia para el esfuerzo del Mago. Se les opuso Spider-Man, los Rangers, los Right Riders y la hija del Dr. Cargill, Turbine.
En el momento en que Doctor Doom cambió de idea con Mister Fantástico, Mago lideró los 4 Terribles (que consisten en él mismo, She-Thing, Trapster y un robot Punisher) en un ataque al edificio Baxter. Debido a la aparición del Doctor Doom y sin saber lo que sucedió, Mago ordenó una retirada sin querer luchar contra el Doctor Doom.
Cuando la reputación de los Cuatro Fantásticos fue dañada por su intento de golpe de Latveria para destruir el arsenal de Doom, el Mago formó un nuevo equipo compuesto por él mismo, el Trapster, Hydro-Man y su exesposa Salamandra, buscando aprovechar a los pobres actuales del equipo de pie derrotándolos en una transmisión en vivo. Sin embargo, con la ayuda de la hija del Mago y Salamandra, Cole, que fue sometida a varios experimentos en el útero que le otorgan el control natural de los gravitones del Mago, los Cuatro Fantásticos son derrotados cuando Cole ayuda a los Cuatro Fantásticos a encontrar la base de su padre, el Mago luego atrapa al Trapster en un ciclo de tiempo cuando se enoja con la incompetencia del Trapster mientras que Hydro-Man y Salamandra son derrotados al golpearlos con el Mago.
Otra versión de los Cuatro Terribles (que consiste en Mago, Hydro-Man, Titania y Trapster) parece desafiar nuevamente a los Cuatro Fantásticos, solo para encontrarse con la presencia adicional de Patera Negra y Tormenta, quienes se habían unido temporalmente a los Cuatro Fantásticos mientras Reed y Sue estaban en una segunda luna de miel para trabajar en su matrimonio después de su separación durante la "Guerra Civil". Cuando el cuerpo de Klaw fue restaurado a la normalidad por el Mago y se une a él, el grupo se convierte en los Cinco Terribles.
Cuando la Mole se comprometió recientemente, su prometido recibió una ofrenda floral de los 4 Terribles con una tarjeta que decía: "Nos vemos en la boda".
En el momento en que la Mole estaba luchando contra Red Hulk, una nueva alineación de los Cuatro Terribles (que consiste en Mago, Klaw, Lyra y Trapster) atacó el edificio Baxter.
Un flashback recordado por Spider-Man y Mujer Invisible hizo que Spider-Man derribara los pantalones de la Antorcha Humana antes de que los Cuatro Terribles (que consistían en Mago, Trapster y Escarabajo) los atacaran. Mujer Invisible logró bajar los pantalones y fue arrestada junto a ellos por exposición indecente. Por suerte para ella, Spider-Man y Antorcha Humana la rescataron.
Bajo las órdenes de un misterioso benefactor, Mago formó otra encarnación de los Cuatro Terribles que consistía en Demoledor, Bola de Trueno y una mujer Bulldozer. Atacaron a la Mole y apagaron a la Antorcha Humana en Times Square. Durante la pelea a la que se unieron los restantes Cuatro Fantásticos, los miembros de los Cuatro Terribles demostraron mayores poderes con los cuales casi derrotaron a los héroes hasta que el equipo de reemplazo de la Fundación Futura liderado por Ant-Man llegó para ayudarlos y finalmente capturó a los villanos en uno de los campos de fuerza de la Mujer Invisible hasta que llegó S.H.I.E.L.D. Mientras los Cuatro Terribles eran puestos bajo custodia de S.H.I.E.L.D., Mago reveló que el ataque había sido financiado por un enemigo más grande, y que ellos hicieron su parte.
La mente del Mago comenzó a mostrar signos de demencia, debido al castigo infligido por Black Bolt, por lo que decidió crear un nuevo de Cuatro Terribles con Klaw, Karl Malus y Carnage. Trató de controlar la mente de Kletus Kassidy, pero debido a su lobotmización, no pudo. En cambio, transfirió su sangre a Malus y lo convirtió en Superior Carnage. El objetivo del Mago era tomar el control del ayuntamiento de la ciudad de Nueva York e impresionar a su hijo, pero Superior Spider-Man fue capaz de detenerlo.
Mago fue liberado más tarde por el mismo individuo que financió su ataque y le dio más recursos para reformar los Cuatro Terribles. Utilizando a Gazelle, Reptilla y Vértigo de Siete de Salem, Mago atacó Chicago para llamar la atención de Mister Fantástico. Mister Fantástico casi fue derrotado por los Cuatro Terribles hasta que la Bruja Escarlata apareció para ayudarlo. Sin embargo, después de presenciar la escala de los planes del Hombre Tranquilo para la venganza, junto con la "traición" de su clon Bently, el Mago dirigió a los nuevos Cuatro Terribles de sí mismo, She-Thing, Thundra y Hombre de Arena contra la invasión del Hombre Tranquilo, concluyendo que este no era el mundo que él quería para su hijo.
Después de que Deadpool no pudo entregar a la novia de Drácula, Shiklah en el tiempo, Drácula creado un literal de Cuatro Terribles, consiste en la mercenaria de Brood, Xzax, Marcus el Centauro, N'Kantu, la Momia Viviente y el Monstruo de Frankenstein. Excepto por el Monstruo de Frankenstein, Deadpool mató a todo el equipo.

## Miembros
Apareciendo por primera vez en Fantastic Four #36, y liderado por el Mago, el equipo se unió para luchar contra los Cuatro Fantásticos.
| Personaje                      | Nombre Real                                        | Unido                                                | Notas |
| ------------------------------ | -------------------------------------------------- | ---------------------------------------------------- | --- |
| Miembros Conocidos             |                                                    |                                                      | |
| Mago                           | nacido Bentley Wittman; legalmente cambiado a Mago | Fantastic Four #36                                   | El fundador y líder del equipo. Único miembro que ha sido miembro de cada encarnación del equipo. |
| Hombre de Arena                | William Baker a.k.a. Flint Marko                   | Fantastic Four #36                                   | También ha sido miembro de los Doce Siniestros, Seis Siniestros, Forajidos, un reservista de Vengadores y Grupo Salvaje. |
| Trapster (como Paste-Pot Pete) | Peter Petruski                                     | Fantastic Four #36                                   | Ha sido miembro de la Legión Letal IV y Seis Siniestros. |
| Medusa                         | Medusalith Amaquelin Boltagon                      | Fantastic Four #36                                   | Inhumana, Reina de Attilan, esposa de Black Bolt; sufría de amnesia durante su membresía. |
| Thundra                        | Thundra                                            | Fantastic Four #129                                  | Una mujer guerrera y viajera del tiempo del siglo 23. También ha sido miembro de los Grapplers. Algún tiempo después, Mole de los Cuatro Fantásticos.                                                                            |
| Constrictor                    | Frank Payne                                        | Deadpool vol. 3 #35                                  | El miembro del equipo de prueba. También ha sido miembro del Sindicato Siniestro, Six-Pack, Maestros del Mal, S.H.I.E.L.D. y La Iniciativa.                                                                                      |
| Deadpool                       | Wade T. Wilson                                     | Deadpool vol. 3 #35                                  | Un ser humano (mutado), mercenario y asesino. El miembro del equipo de prueba. También ha sido miembro de Six Pack, Arma X, Heroes for Hire, Great Lakes Initiative, Maggia y Agencia X. Actualmente es miembro de Thunderbolts. |
| Taskmaster                     | Anthony "Tony" Masters                             | Deadpool vol. 3 #35                                  | El miembro del equipo de prueba. Él trabajará para casi todos por el precio correcto. También ha sido miembro de Thunderbolts, Agencia X. y Fifty State Initiative.                                                              |
| Bruto                          | Reed Richards                                      | Fantastic Four #177                                  | Una versión alternativa de Mister Fantástico. |
| Electro                        | Max Dillon                                         | The Spectacular Spider-Man #42                       | También ha sido miembro de los Doce Siniestros, Seis Siniestros, Emisarios del Mal y Exterminadores. |
| Llyra                          | Llyra Morris                                       | The Amazing Spider-Man #214                          | Madre de Llyron, miembro del Homo mermanus que habita en Lemuria y Rhonda Morris, una mujer de la superficie que heredó el oceanario de su padre en Hawái.                                                                       |
| Hydro-Man                      | Morris Bench                                       | Fantastic Four #326                                  | También ha sido miembro de los Doce Siniestros, Maestros del Mal y Sindicato Siniestro. |
| Titania                        | Mary "Skeeter" MacPherran-Creel                    | Fantastic Four #326                                  | También ha sido miembro de los Maestros del Mal. |
| Klaw                           | Ulysses Klaw                                       | Fantastic Four #326                                  | Enemigo de la Pantera Negra. También ha sido miembro de los Maestros del Mal y Fearsome Foursome. |
| Hombre Dragón                  | N/A                                                | Fantastic Four #328                                  | Un Androide construido por el profesor Gregson Gilbert de la Universidad Empire State como un experimento. También ha sido miembro de New Enforcers.                                                                             |
| Hombre Absorbente              | Carl "Crusher" Creel                               | Incredible Hulk #418                                 | Un miembro no oficial del equipo. Esposo de Titania. También ha sido miembro de los Maestros del Mal. |
| Láser Viviente                 | Arthur Parks                                       | Incredible Hulk #418                                 | Un miembro no oficial del equipo. También ha sido miembro de los Secuaces del Mandarín, Brigada de Batroc, la Legión Letal y 11 de MODOK.                                                                                        |
| Mister Hyde                    | Calvin Zabo                                        | Incredible Hulk #418                                 | Un miembro no oficial del equipo. Padre de Daisy Johnson. También ha sido miembro de los Maestros del Mal. |
| She-Thing                      | Sharon Ventura                                     | Fantastic Four Unlimited #5                          | También conocida como Ms. Marvel. También ha sido miembro de los Thunderiders y los Cuatro Fantásticos. Exnovia de la Mole. |
| Fantasma Rojo                  | Ivan Kragoff                                       | Fantastic Four Unlimited #5                          | Un científico soviético que reunió a una tripulación de tres simios: Mikhlo el gorila, Igor el babuino y Peotr el orangután. |
| Dreadknight                    | Bram Velsing                                       | Spider-Man: Chaos in Calgary #4                      | Cuando el criminal Caballero Negro murió combatiendo a Iron Man, Dreadknight probablemente era una versión nueva / heredada del villano.                                                                                         |
| Hombre-Toro                    | William Taurens                                    | Spider-Man: Chaos in Calgary #4                      | También ha sido miembro del Escuadrón Muerte. |
| Blastaar                       | Blastaar                                           | Fantastic Four: World's Greatest Comics Magazine #10 | Un miembro de una raza alienígena del planeta Baluur en la Zona Negativa. Enemigo de Annihilus, otro villano de los Cuatro Fantásticos.                                                                                          |
| Punisher                       | N/A                                                | Fantastic Four vol. 3 #29                            | Un cyborg creado por Galactus. |
| Cole                           | Cole                                               | Fantastic Four #514                                  | La hija del Mago y Salamandra. El paradero actual es desconocido. |
| Salamandra                     | Desconocido                                        | Fantastic Four #514                                  | Madre de Cole. Exesposa del Mago. |
| Lyra                           | Lyra                                               | Hulk vol. 2 #19                                      | Oriunda de Tierra-8009, Lyra es la hija genéticamente modificada de Thundra y Hulk de Tierra-616. También ha sido miembro de A.R.M.O.R.                                                                                          |
| Escarabajo                     | Abner Jenkins                                      | The Amazing Spider-Man #657                          | Escarabajo fue visto en un flashback como miembro de los Cuatro Terribles cuando tendieron una emboscada a Spider-Man y Antorcha Humana.                                                                                         |
| Karl Malus                     | Karl Malus                                         | Superior Carnage #2                                  | Reclutado para ayudar a Mago a hacerse con el control del simbionte Carnage, Malus pronto se ve forzado a convertirse en el nuevo anfitrión de Carnage.                                                                          |
| Demoledor                      | Dirk Garthwaite                                    | Fantastic Four Vol. 5 #3                             | También el líder de la Brigada de Demolición. |
| Bola de Trueno                 | Eliot Franklin                                     | Fantastic Four Vol. 5 #3                             | También un miembro de la Brigada de Demolición. |
| Bulldozer                      | Marci Camp                                         | Fantastic Four Vol. 5 #3                             | Hija original del Bulldozer. |
| Gazelle                        | N/A                                                | Fantastic Four Vol. 5 #10                            | También un miembro de Siete de Salem. |
| Reptilla                       | N/A                                                | Fantastic Four Vol. 5 #10                            | También un miembro de Siete de Salem. |
| Vertigo                        | N/A                                                | Fantastic Four Vol. 5 #10                            | También un miembro de Siete de Salem. |
| N'Kantu, la Momia Viviente     | N'Kantu                                            | Deadpool: the Gauntlet Infinte Comic #8              | Esta es la primera vez que el Mago no es miembro. El equipo fue conocido como los Nuevos 4 Terribles y estaba formado por Drácula.                                                                                               |
| Marcus el Centauro             | Marcus                                             | Deadpool: the Gauntlet Infinte Comic #8              | Esta es la primera vez que el Mago no es miembro. El equipo fue conocido como los Nuevos 4 Terribles y estaba formado por Drácula.                                                                                               |
| Xzax                           | Xzax                                               | Deadpool: the Gauntlet Infinte Comic #8              | Esta es la primera vez que el Mago no es miembro. El equipo fue conocido como los Nuevos 4 Terribles y estaba formado por Drácula.                                                                                               |
| Monstruo de Frankenstein       | Ninguno                                            | Deadpool: the Gauntlet Infinte Comic #8              | Esta es la primera vez que el Mago no es miembro. El equipo fue conocido como los Nuevos 4 Terribles y estaba formado por Drácula.                                                                                               |

### Wannabees
Los wannabees eran un grupo de superhumanos que se reunieron en respuesta a un anuncio para unirse al equipo.
- Capitán Ultra
- Águila pescadora
- Texas Twister

## Otras versiones

### Tierra-98
Un universo alternativo de los Cuatro Terribles consistió en Mago, Blastaar, Quicksand y el encapuchado encantado.

### Marvel 1602
La miniserie Marvel 1602, 1602: The Fantastick Four incluye The Four Who are Horrorful, que comprende versiones jacobeas de los cuatro miembros originales. Esta versión fue creada por Peter David.
- El Arenero se parece a su contraparte de Tierra-616, a excepción de la piel pálida y los ojos brillantes, y puede evocar pesadillas. Esta es una referencia a otro cómic Arenero que también fue creado por 1.602 autor Neil Gaiman.
- Medusa tiene serpientes para el pelo, y puede convertir a los hombres en piedra como su tocayo.
- El Trapster viste ropas de silvicultor y el mago lo describe como un "cazador experto".
- El Mago, además de verse a sí mismo como el mejor científico de la época, también es un verdadero usuario de magia.

Se unieron con Otto Von Doom cuando se indique que han sido Bensaylum (la versión de la Tierra-311 de la Atlántida), incluso cuando Otto tenía el Buitre-Fliers secuestrar a William Shakespeare para ser su cronista. Se les opusieron los Cuatro del Fantastick.

### Marvel Adventures
En un universo alternativo no identificado visitado por Tierra-20051, Antorcha Humana en Marvel Adventures Fantastic Four #25, los Cuatro Terribles consiste en el Sr. Devious (Reed Richards), la Mujer Imparable (Susan Storm), Monsterman (Ben Grimm), y el Human Pyre (Johnny Storm). Culpando a los enemigos inexistentes por el accidente que los transformó, los villanos paranoicos intentaron vengarse de todo el mundo. A ellos se oponen el héroe de Iron Man, Doc Iron, el científico investigador de modales discretos de Victor von Doom.

### Ultimate Marvel
En el universo de Ultimate Marvel, los Cuatro Terribles son contrapartes zombis de los Cuatro Fantásticos de la dimensión de Marvel Zombies. El mismo Zombie Reed fue quien nombró a su equipo, y lo hizo con un tono sarcástico. Poseen todos los poderes de los Cuatro Fantásticos, junto con muchos más años de experiencia, pero están en un estado de decadencia gradual y un hambre de carne viva. En repetidas ocasiones han declarado que su objetivo es propagar el virus que transmiten a los superhumanos del universo Ultimate.
Los Cuatro fueron capturados a su llegada al universo Ultimate, y se han mantenido en una celda especial diseñada por Mister Fantástico para contener a Hulk. Se escaparon en Ultimate Fantastic Four #31, engañando a los guardias haciéndoles creer que se habían teletransportado cuando en realidad simplemente se habían vuelto invisibles. Fueron puestos en cuarentena en los 40 niveles superiores del Edificio Baxter donde matan y comen a cualquiera que se encuentre atrapado con ellos. El grupo comienza a trabajar en un portal que permitiría a sus compañeros zombis acceder a este universo.
En Ultimate Fantastic Four #32, The Ultimates se reunieron al pie del Edificio Baxter mientras se hacían planes para abandonar el campo y atacar a los zombis, cuando el Señor Fantástico en el cuerpo de Van Damme regresó. Usando la distracción de una verdadera amenaza para Johnny a través del conocimiento mágico de Van Damme, Van Damme / Reed accede al edificio. Además de usar magia, rápidamente derrotó a los Cuatro Terribles. Reed fue enviado lo que quedaba de sus cuerpos a su dimensión antes de cambiar su cuerpo con Van Damme.

### ¿Y si?
El tema de tributo de Mike Wieringo, ¿Qué pasa si este fue de los FF?, mostró un mundo donde los nuevos Cuatro Fantásticos, compuestos por Spider-Man, Wolverine, Ghost Rider y Hulk, seguían siendo un equipo debido a la muerte de sus predecesores. El Doctor Doom intentó destruirlos y, por lo tanto, el legado del FF original al solicitar la ayuda de Mephisto para empoderar a un nuevo de Cuatro Terribles con energías demoníacas, el nuevo equipo formado por Hombre de Arena, Venom, Dientes de Sable y Abominación solo los cuatro murieron durante la pelea debido a la energía demoníaca que Mephisto había puesto dentro de ellos.

## En otros medios

### Televisión
- Los Cuatro Terribles aparecieron en los Cuatro Fantásticos de 1978, episodio, "Los Cuatro Terribles". La alineación consiste en Mago, Trapster, Medusa y Hombre de Arena.
- Los Cuatro Terribles aparecieron en los Cuatro Fantásticos de 1994, episodio "And the Wind Cries Medusa". La alineación consiste en Mago, Trapster, Medusa e Hydro-Man.
- Los Cuatro Terribles apareció en Fantastic Four: World's Greatest Heroes, episodio "Horrible". La alineación consiste en Mago, Trapster, Klaw y Hombre Dragón. Esta versión del equipo causó desastres desde las sombras, luego los reparó para ganar la confianza de la ciudad, de modo que pudieran usar códigos de acceso para ingresar en una universidad y robar una muestra de moléculas inestables que Mr. Fantástico donó. Los Cuatro Fantásticos desconfiaban del equipo desde el principio, por lo que los Cuatro Terribles hicieron algunas cosas para arruinar la reputación del buen FF, incluido enmarcar la Antorcha Humana para incendiar un almacén. Cuando los Cuatro Fantásticos descubrieron el plan de los Cuatro Terribles, acorralaron al villano cuarteto en un subterráneo subterráneo, y estalló una batalla, eventualmente moviéndose a las principales calles de Nueva York, donde Mr. Fantástico y HERBIE usaron una grabación de video del Mago admitió sus planes de exponer a los Cuatro Terribles como los fraudes que eran. Entonces, después de que los Cuatro Fantásticos lograron evitar que la muestra inestable de moléculas destruyera la ciudad, los Cuatro Terribles fueron arrestados.
- Los Cuatro Terribles aparecen en Ultimate Spider-Man.[52] En esta encarnación, el equipo consiste en Mago, Klaw, Thundra y Trapster.
  - En la primera temporada, episodio piloto "Un Gran Poder", Mago, Klaw y Thundra atacan Midtown High en busca de Spider-Man debido a un dispositivo de rastreo plantado por Trapster durante un altercado previo. A pesar de que Spider-Man rechaza con éxito a los Cuatro Terribles que escapan, Harry Osborn está gravemente herido en el proceso. Los restantes vuelven en el episodio "Una Gran Responsabilidad", donde emboscan a Spider-Man e intentan capturarlo al atraparlo. Son derrotados por la intervención de White Tiger, Power Man, Iron Fist y Nova, y presumiblemente son arrestados por las autoridades. Se revela que los Cuatro Terribles fueron contratados por el Doctor Octopus bajo las órdenes de Norman Osborn. En el episodio "Revelado", los Cuatro Terribles invaden un almacén de OsCorp y terminan luchando contra el equipo de Spider-Man. Pronto resulta que los Cuatro Terribles habían tendido una trampa donde escaparon mientras el equipo de Spider-Man era atacado por los Octobots del Doctor Octopus.
  - En la segunda temporada, episodio "Una Segunda Oportunidad", Spider-Man encuentra a Iron Patriot (Norman Osborn) luchando contra los Cuatro Terribles en una azotea. Durante la pelea con los Cuatro Terribles, Trapster coloca las bombas en Iron Patriot que lo desactiva, causando que Spider-Man reanude la pelea. Sin embargo, esto fue solo un juego de estrategia de Iron Patriot para derrotar a los Cuatro Terribles. Osborn estaba tratando de reparar el incidente donde atacaron Midtown High.